# Грисштетт
Грисштетт (нем. Griesstätt) — община в Германии, в земле Бавария.
Подчиняется административному округу Верхняя Бавария. Входит в состав района Розенхайм. Население составляет 2631 человек (на 31 декабря 2010 года). Занимает площадь 29,52 км².
Первое упоминание о населённом пункте датируется 924 годом.